# Maria Madalena confortada pelos Anjos
Maria Madalena confortada pelos Anjos é um óleo sobre cobre, da autoria de pintora Josefa de Óbidos. Pintado em 1679 e mede 34 cm de altura e 42,2 cm de largura.
A pintura pertenceu à coleção particular de Júlio Lima, abastado industrial de Braga.
A obra foi arrematada em janeiro de 2015 num leilão da Sotheby's, de Nova Iorque, por 269 mil dólares (238.615 euros), por Filipe Mendes, que possui uma galeria de pintura antiga em Paris. O luso-descendente doou a obra ao Museu do Louvre. 
O Louvre aceitou a doação, e a pintura foi exposta em 24 de novembro de 2016 junto à obra "Natureza morta com peixe" do pai da pintora Baltazar Figueira. e de um quadro do espanhol Francisco de Zurbarán, numa pequena sala onde também está uma obra de Diego Velasquez, junto à longa galeria de pintura espanhola.